# Escúzar (kommunhuvudort)
Escúzar är en kommunhuvudort i Spanien. Den ligger i provinsen Provincia de Granada och regionen Andalusien, i den södra delen av landet, 400 km söder om huvudstaden Madrid. Escúzar ligger 874 meter över havet och antalet invånare är 745.
Terrängen runt Escúzar är kuperad söderut, men norrut är den platt. Terrängen runt Escúzar sluttar norrut. Runt Escúzar är det ganska tätbefolkat, med 58 invånare per kvadratkilometer. Närmaste större samhälle är Granada, 19,6 km nordost om Escúzar. Trakten runt Escúzar består till största delen av jordbruksmark.